# طوفة

تعديل مصدري - تعديل

طوفه هي إحدى قرى عزلة جعار بمديرية خنفر التابعة لمحافظة أبين، بلغ تعداد سكانها 28 نسمة حسب تعداد اليمن لعام 2004.